# Groupe Zouari
Pour les articles homonymes, voir Zouari.
Le groupe Zouari est l'un des principaux groupes privés tunisiens présent dans le BTP et l'industrie. Fondé en 1984 par Hafedh Zouari à partir d'une société de distribution de pièces de rechange, il s'est diversifié dans la filière de l'industrie, du BTP, des télécommunications et de l'immobilier.

## Filiales
Ce groupe est composé des sociétés suivantes : 
- BOMAR : société de carrelages spécialisée dans le carrelage monocouche ;
- Ets Zouari & Cie : vente de pièces de rechange de tracteurs, de camionnettes et de véhicules poids lourds ;
- Immobilière Concorde : société active dans le secteur immobilier ;
- Promed : promoteur immobilier créé en 1994[1] ;
- Shams Telecom : société de distribution de téléphones portables de marque Hyundai et d'importation et de commercialisation de matériel informatique créée en 2006[2] ;
- Société maghrébine de transport terrestre (SMTT) : 1re prestataire de transport de carburant en Tunisie (35 % du marché tunisien) ;
- Société tunisienne de distribution (SOTUDIS) : société créée en 2003, chargée de la vente de matériels du BTP comme des chariots élévateurs et concessionnaire de grande marques mondiales dans ce domaine tels que Hyundai, Cifa, Ammann, Clarck, etc. ;
- SOTUDIS : division automobile créée en 2010 et concessionnaire de la marque sud-coréenne SsangYong et de la marque indienne Mahindra ;
- MEDICARS : société fondée en 2012 et spécialisée dans le montage de bus, de camions et de camionnettes[3].